# Pär Arvidsson
Pär Johan Arvidsson (ur. 27 lutego 1960) – szwedzki pływak. Złoty medalista olimpijski.
Brał udział w dwóch igrzyskach (IO 76, IO 80). W 1980 – pod nieobecność części sportowców, w tym amerykańskich pływaków – triumfował na dystansie 100 metrów stylem motylkowym. W 1978 na tym samym dystansie mistrzostw świata. Stawał na podium mistrzostw Europy. Wywalczył 22 tytuły mistrza Szwecji, studiował w Stanach Zjednoczonych. Na swym koronnym dystansie był rekordzistą globu w latach 1980–1981.